# Стивен О’Донел
Стивен Џерард О’Донел (енгл. Stephen Gerard O'Donnell; 11. март 1992) шкотски је професионални фудбалер који тренутно наступа на позицији десног бека за Мадервел и репрезентацију Шкотске.
Каријеру је почео 2011. у клубу Патрик тистл, гдје је провео четири године и одиграо 121 утакмицу, након чега је прешао у Лутон таун, који се такмичио у Енглеској лиги 2. Послије три године, вратио се у Шкотску, у Климарнок. За клуб је одиграо 101 утакмицу, а 2020. прешао је у Мадервел као слободан играч.
За репрезентацију Шкотске до 21 годину, одиграо је једну утакмицу, 2013. док је за сениорску репрезентацију Шкотске дебитовао 2018 и учествовао је на Европском првенству 2020.

## Клупска каријера

### Почетак каријере
Каријеру је почео у млађим категоријама клуба Вишав Викомб вондерерс, а затим је био капитен Абердина до 17 година. Године 2009, прешао је у академију Селтика, са којим је освојио Куп и лигу у сезони 2010/11. последњој у тиму.

### Патрик тистл
Из академије Селтика отпуштен је 2011, након чега је почео професионалну каријеру и потписао је једногодишњи уговор са тимом Патрик тистл. Дебитовао је 17. септембра, у побједи од 4:0 против Ер јунајтеда, када је у игру ушао са клупе, а први гол за клуб, постигао је 30. септембра, у побједи од 5:0 против Гренок Мортона. У сезони 2012/13, одиграо је 38 утакмица, а Патрик тистл је освојио Другу лигу и изборио пласман у Премијершип, а играо је и финале Челенџ купа. Због својих игара, изабран је у идеални тим лиге.
На дан 27. јануара 2015. Блекпул је своју првобитну понуду од 50,000 фунти за О’Донела, повећао на 125,000. Клуб је прихватио понуду, али је О’Донел одбио понуђене услове и остао је у клубу још шест мјесеци, до истека уговора. Након истека уговора, напустио је Патрик тистл, на крају сезоне 2014/15, а за клуб је одиграо 139 утакмица и постигао је девет голова у лиги.

### Лутон таун
На дан 22. јуна 2015. потписао је двогодишњи уговор са чланом енглеске Лиге два — Лутон тауном. За клуб је дебитовао 11. августа, у побједи од 3:1 против Бристол ситија у Лига купу. Први гол за клуб постигао је 1. септембра, у побједи од 2:1 против Лејтон Оријента, у Трофеју ЕФЛ, куп такмичењу за клубове из трећег или четвртог ранга енглеских лига. Сезону 2015/16. завршио је са 33 одигране утакмице и једним постигнутим голом.
Други гол за клуб постигао је 13. августа 2016, на почетку сезоне 2016/17, у ремију 1:1 против Јовил тауна. Након пораза 2:0 од Кровли тауна, 17. септембра, изгубио је мјесто у првом тиму, које је преузео Џејмс Џастин, који је имао 18 година и дипломирао је на академији. Послије пет утакмица, због повреде Џастина, вратио се у први тим у побједи од 2:1 на гостовању против Лејтон Оријента, 15. октобра. Поново је изгубио мјесто у првом тиму након што се Џастин опоравио, али је ушао на полувремену на утакмици против Солихул Морса, у ФА купу, гдје је постигао два гола, у преокрету од 0:2 до 6:2. Нашао се у првом тиму на утакмици против Карлајл јунајтеда у лиги, која је завршена 1:1, а на крају сезоне 2016/17, уговор му није продужен и отишао је из клуба.

### Климарнок
На дан 4. јула 2017, потписао је трогодишњи уговор са шкотским Климарноком. Након што је Стив Кларк постављен за тренера, играо је добро и 2018. добио је позив у репрезентацију. У августу 2019, клуб му је понудио нови трогодишњи уговор, али је он одлучио да сачека крај сезоне и донесе одлуку. У јануару 2020, Оксфорд јунајтед је послао понуду за њега, али договор није постигнут прије истека трансфер рока. На крају сезоне 2019/20. одбио је нови уговор и напустио је Климарнок.

### Мадервел
На дан 13. августа 2020, потписао је уговор са Мадервелом на пола године, до наредног трансфер периода. На дан 1. фебруара 2021, продужио је уговор са клубом до краја сезоне. На дан 13. априла 2021, потписао је двогодишњи уговор са клубом, до љета 2023.

## Репрезентативна каријера
За репрезентацију Шкотске до 21 годину одиграо је једну утакмицу, у фебруару 2013. У мају 2018, по први пут је позван у сениорску репрезентацију Шкотске, за пријатељске утакмице против Перуа и Мексика. Дебитовао је 29. маја 2018, у поразу 2:0 од Перуа. Позван је у тим и за утакмице у септембру 2018, а добио је похвале за игру у побједи од 2:0 против Албаније у Лиги нација.
На дан 19. маја 2021. нашао се у тиму за Европско првенство 2020, које је због пандемије ковида 19 помјерено за 2021.

## Статистика каријере

### Клубови
Ажурирано након утакмице игране 16. маја 2021.
| Клуб              | Сезона            | Лига                  | Лига  | Лига | Национални куп | Национални куп | Лига куп | Лига куп | Остало | Остало | Укупно | Укупно |
| Клуб              | Сезона            | Лига                  | Утак. | Гол. | Утак.          | Гол.           | Утак.    | Гол.     | Утак.  | Гол.   | Утак.  | Гол.   |
| ----------------- | ----------------- | --------------------- | ----- | ---- | -------------- | -------------- | -------- | -------- | ------ | ------ | ------ | ------ |
| Патрик тистл      | 2011/12.          | Прва дивизија Шкотске | 31    | 2    | 2              | 0              | 0        | 0        | 0      | 0      | 33     | 2      |
| Патрик тистл      | 2012/13.          | Прва дивизија Шкотске | 29    | 2    | 2              | 0              | 2        | 0        | 5      | 0      | 38     | 2      |
| Патрик тистл      | 2013/14.          | Премијершип           | 27    | 0    | 0              | 0              | 3        | 1        | 0      | 0      | 30     | 1      |
| Патрик тистл      | 2014/15.          | Премијершип           | 34    | 5    | 2              | 0              | 2        | 0        | 0      | 0      | 38     | 5      |
| Патрик тистл      | Укупно            | Укупно                | 121   | 9    | 6              | 0              | 7        | 1        | 5      | 0      | 139    | 10     |
| Лутон таун        | 2015/16.          | Енглеска Лига два     | 30    | 0    | 0              | 0              | 2        | 0        | 1      | 1      | 33     | 1      |
| Лутон таун        | 2016/17.          | Енглеска Лига два     | 30    | 1    | 3              | 2              | 2        | 0        | 4      | 0      | 39     | 3      |
| Лутон таун        | Укупно            | Укупно                | 60    | 1    | 3              | 2              | 4        | 0        | 5      | 1      | 72     | 4      |
| Климарнок         | 2017/18.          | Премијершип           | 36    | 2    | 4              | 2              | 4        | 0        | —      | —      | 44     | 4      |
| Климарнок         | 2018/19.          | Премијершип           | 37    | 0    | 2              | 0              | 4        | 0        | —      | —      | 43     | 0      |
| Климарнок         | 2019/20.          | Премијершип           | 28    | 3    | 3              | 0              | 2        | 0        | 2      | 0      | 35     | 3      |
| Климарнок         | Укупно            | Укупно                | 101   | 5    | 9              | 2              | 10       | 0        | 2      | 0      | 122    | 7      |
| Мадервел          | 2020/21.          | Премијершип           | 34    | 1    | 3              | 1              | 1        | 0        | 3      | 1      | 41     | 3      |
| Укупно у каријери | Укупно у каријери | Укупно у каријери     | 316   | 16   | 21             | 5              | 22       | 1        | 15     | 2      | 374    | 24     |

1. ↑  Укључује Енглески Лига куп
2. ↑  Један наступ у Шкотском Челенџ купу
3. ↑  Један наступ у Трофеју ЕФЛ
4. ↑  Један наступ у Трофеју ЕФЛ
5. 1 2  Један наступ у Лиги Европе

### Репрезентација
Ажурирано након утакмице игране 28. марта 2021.
| Репрезентација | Година | Наступи | Голови |
| -------------- | ------ | ------- | ------ |
| Шкотска        |        |         |        |
| 2018           | 6      | 0       |        |
| 2019           | 5      | 0       |        |
| 2020           | 5      | 0       |        |
| 2021           | 2      | 0       |        |
| Укупно         | Укупно | 18      | 0      |